# Sven Anton
Sven Anton (* 7. Juni 1970 in Waren an der Müritz, DDR) ist ein deutscher Volleyballtrainer und ehemaliger Spieler. Als Bundesligaspieler errang er mit evivo Düren drei Vizemeisterschaften und als Beachvolleyballer nahm er 1997 mit Stefan Pomerenke an der ersten offiziellen Beachvolleyball-Weltmeisterschaft teil.

## Karriere als Spieler

### Hallen-Volleyball
Der Linkshänder Sven Anton konzentrierte sich erst im Alter von 17 Jahren ernsthaft auf den Volleyballsport, nachdem eine angestrebte Karriere als Handballer beim SC Empor Rostock fehlschlug. Auf Empfehlung seiner ebenfalls Volleyball spielenden Schwester kam er 1988 zum SC Dynamo Berlin, für das er als Mittelblocker seine ersten Einsätze in der DDR-Oberliga absolvierte.
Nach der deutschen Wiedervereinigung schloss sich Anton der SG Rupenhorn Berlin an, für die er auch in der ersten Bundesliga spielte. Nach dem Abstieg seines Teams aus der ersten Bundesliga in der Saison 1993/94 wechselte er in der kommenden Saison zum Lokalrivalen Post Telekom Berlin, wo er bis 1999 unter anderem mit Frank Dehne, Frank Winkler, Lars Nilsson, Ilja Wiederschein, André Barnowski, André Fröhlich und seinem späteren Beachpartner Stefan Pomerenke zusammenspielte. Unter Trainer Michael Mücke erreichte der Verein 1995 das Finalturnier um den DVV-Pokal und gewann das Spiel um den dritten Platz gegen den Dürener TV, nachdem man im Viertelfinale überraschend den späteren deutschen Meister ASV Dachau ausgeschaltet hatte.
Im Jahr 1999 wechselte Anton dann von Post Telekom Berlin zum Ligakonkurrenten Dürener TV, für den er die nächsten zwölf Jahre als Spieler und Trainer tätig war. In Düren entwickelte sich Anton vom Mittelblocker zum Universalspieler, der auch häufig auf der Annahme/Außen- und der Diagonalposition eingesetzt wurde. Nach Antons Wechsel verbesserte sich Düren beständig, nachdem der Verein in den Vorjahren häufig gegen den Abstieg gekämpft hatte. In den Jahren 2005 bis 2007 errang man mit Anton als Kapitän und Co-Trainer dreimal in Folge die deutsche Vizemeisterschaft, wobei man jeweils gegen den deutschen Serienmeister VfB Friedrichshafen unterlag.
In der Finalserie 2006 verpasste Düren den deutschen Meistertitel nur denkbar knapp, als man mit 2:3 in der Best-of-Five-Finalserie unterlag. Der damals bereits 35-jährige Anton erhielt in den gesamten Playoffs viel Spielzeit und punktete regelmäßig für sein Team, was sich auch in den Bestenlisten des Volleyball-Magazins widerspiegelte, in denen Anton in dieser Saison vordere Plätze in den Kategorien Angriff und Aufschlag belegte. Außerdem erreichte er den zweiten Platz bei der Wahl zum wertvollsten Spieler der Bundesligasaison 2005/06, lediglich geschlagen durch Jochen Schöps vom Meister Friedrichshafen. Das Volleyball-Magazin würdigte Anton dabei als ein „Phänomen“, das „es immer wieder versteht, seine Dürener Mitspieler mitzureißen“.

### Beachvolleyball
Neben seiner Karriere als Hallenvolleyballer sammelte Anton in der Sommerpause der Bundesliga mit seinem damaligen Mitspieler Stefan Pomerenke erste Erfahrungen im Beachvolleyball. Beim heimischen Weltserienturnier der FIVB in Berlin im Jahr 1996 gelang es dem Duo erstmals, sich für die Hauptrunde eines internationalen Turniers zu qualifizieren, in der überraschend ein Sieg gegen den mehrfachen Weltserien-Gesamtsieger Sinjin Smith und dessen Partner Carl Henkel gelang. Am Ende erreichten Anton/Pomerenke sowohl in Berlin als auch beim nächsten Turnier in Durban den 17. Platz. Von 1996 bis 1999 trat das Duo bei insgesamt 17 Turnieren der Weltserie an (davon 14 allein in den Jahren 1997 und 1998); beste Platzierung war ein 13. Platz in Berlin 1997. Im selben Jahr erreichte man bei der ersten offiziellen Beachvolleyball-WM in Los Angeles Rang 17, gleichauf mit Krank/Oetke und den Olympiadritten Ahmann/Hager. Während sich andere deutsche, international aktive Beachduos dieser Zeit wie Ahmann/Hager und Dieckmann/Dieckmann vornehmlich auf Beachvolleyball konzentrierten, gehörten Anton und Pomerenke auch zur Bundesliga-Stammbesetzung ihres damaligen Vereins.
Auf nationaler Ebene agierte das Duo Anton/Pomerenke erfolgreicher. So belegte man zeitweise den zweiten Platz der deutschen Rangliste und erreichte 1997 den dritten Platz der deutschen Meisterschaft mit einem Sieg gegen die Dieckmann-Zwillinge. Das Duo trennte sich nach der Beachsaison 1999, als Sven Anton nach Düren wechselte. Von 2000 bis 2002 spielte Anton mit Sergej Sergejew zusammen, bevor er von 2003 bis 2005 ein Beachvolleyball-Duo mit seinem Dürener Mannschaftskollegen Malte Holschen bildete.

## Karriere als Trainer
Nach der Saison 2007/08 beendete Anton seine aktive Karriere, als sich die Gelegenheit ergab, die vakante Position des Cheftrainers bei evivo Düren zu übernehmen. Er wurde Nachfolger des Serben Mirko Culic, unter dem er zuvor bereits – parallel zu seiner Rolle als Spieler – Co-Trainer gewesen war. Sein Assistent wurde der ehemalige Spieler Björn-Arne Alber, mit dem er zuvor zusammen auf dem Feld gestanden hatte. Antons größter Erfolg als Trainer war 2010 der Einzug ins Finale des DVV-Pokals. Im April 2011 wurde bekannt, dass Düren seinen auslaufenden Vertrag nicht verlängern würde. Nachdem er die Mannschaft in dieser Saison bereits ins Viertelfinale des Challenge Cups geführt hatte, erreichte er kurz darauf erneut das Halbfinale der deutschen Meisterschaft, bevor er im Sommer von Söhnke Hinz abgelöst wurde. Während der Saison 2020/21 übernahm er den Trainerjob bei den Zweitliga-Volleyballerinnen des SSF Fortuna Bonn.